# Reno 911!
Reno 911! is een komische serie over het politiekorps van het plaatsje Reno in Nevada. Deze serie wordt in Nederland uitgezonden door Comedy Central.

## De serie
De ene vindt dat er te veel blauw op straat is, de ander vindt juist dat er te weinig is. In Reno, Nevada wil je liever helemaal niets te maken krijgen met de politie. De inwoners van deze plaats krijgen in vele gevallen te maken met de politie. Wanneer je je tuin aan het besproeien bent, kan je al door de politie worden aangesproken, over wat je aan het doen bent. De mensen leggen uit waarmee ze bezig zijn. De agenten vertalen vervolgens het verhaal naar een strafbaar feit en je kan worden meegenomen naar het bureau. Deze serie levert enkele komische situaties op.
De serie is een parodie op Amerikaanse realityseries als Cops.
Op 2 augustus 2007 was de Nederlandse première van de film gebaseerd op Reno 911!, getiteld Reno 911! Miami.

## Hoofdrollen
| Personage                    | Acteur               |
| ---------------------------- | -------------------- |
| Deputy S. Jones              | Cedric Yarbrough     |
| Deputy Raineesha Williams    | Niecy Nash           |
| Deputy Travis Junior         | Ben Garant           |
| Luitenant Jim Dangle         | Thomas Lennon        |
| Deputy James Garcia          | Carlos Alazraqui     |
| Deputy Clementine Johnson    | Wendi McLendon-Covey |
| Deputy Trudy Wiegel          | Kerri Kenney         |
| Deputy Cheresa Kimball       | Mary Birdsong        |
| Deputy Frank Salvatore Rizzo | Joe Lo Truglio       |
| Sergeant Jack Daclan         | Ian Roberts          |